# Dinh dưỡng cho con người

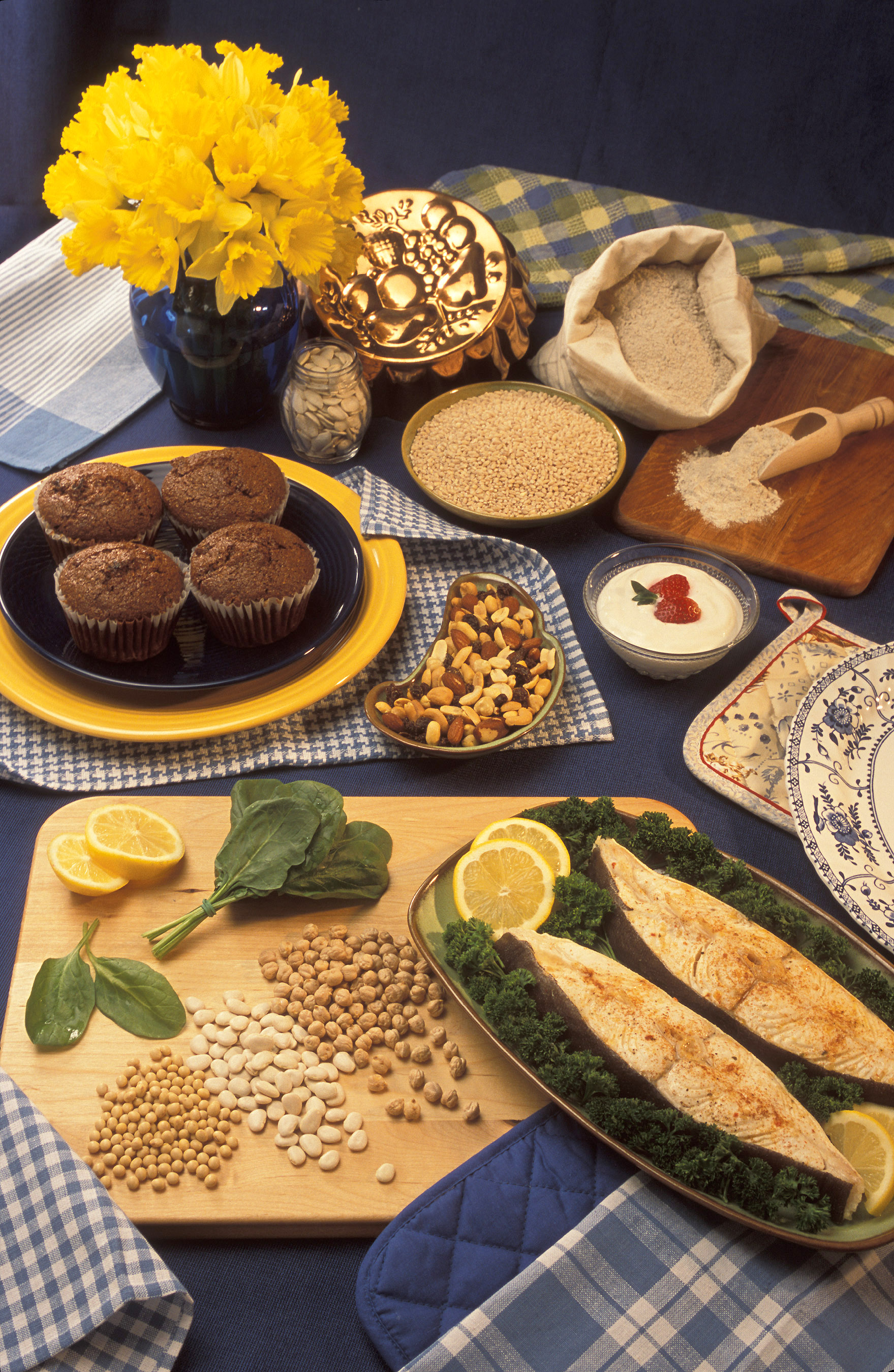
Thực phẩm giàu magiê (một ví dụ về chất dinh dưỡng)

Dinh dưỡng cho con người (tiếng Anh: Human nutrition) đề cập đến việc cung cấp các chất dinh dưỡng thiết yếu trong thực phẩm cần thiết để hỗ trợ cuộc sống và sức khỏe con người. Dinh dưỡng kém là một vấn đề nan giải thường liên quan đến nghèo đói, an ninh lương thực hoặc hiểu biết kém về nhu cầu dinh dưỡng.
Suy dinh dưỡng và hậu quả của nó là nguyên nhân chính gây ra tử vong, dị tật thể chất và khuyết tật trên toàn thế giới. Dinh dưỡng tốt là yếu tố cần thiết để trẻ phát triển về thể chất, tinh thần và sự phát triển sinh học bình thường của con người.

## Tổng quan
Cơ thể con người chứa các hợp chất hóa học như nước, carbohydrat, axit amin (có trong protein), axit béo (có trong lipid) và axit nucleic (DNA và RNA).
Các hợp chất này bao gồm các nguyên tố như carbon, hydro, oxy, nitơ và phốt pho. Bất kỳ nghiên cứu nào được thực hiện để xác định tình trạng dinh dưỡng đều phải tính đến tình trạng của cơ thể trước và sau thử nghiệm, cũng như thành phần hóa học của toàn bộ chế độ ăn uống cũng như của tất cả các chất được bài tiết và đào thải khỏi cơ thể (bao gồm cả nước tiểu và phân).

## Chất dinh dưỡng
Bảy loại chất dinh dưỡng chính là carbohydrat, chất béo, chất xơ, khoáng chất, protein, vitamin và nước. Các chất dinh dưỡng có thể được nhóm lại thành các chất dinh dưỡng đa lượng hoặc vi chất dinh dưỡng (cần với số lượng nhỏ).
Carbohydrat, chất béo và protein là các chất dinh dưỡng đa lượng và cung cấp năng lượng. Nước và chất xơ là những chất dinh dưỡng đa lượng nhưng không cung cấp năng lượng. Các vi chất dinh dưỡng là khoáng chất và vitamin.
Các chất dinh dưỡng đa lượng (không bao gồm chất xơ và nước) cung cấp vật liệu cấu trúc (axit amin tạo nên protein và lipid tạo nên màng tế bào và một số phân tử tín hiệu) và năng lượng cho cơ thể sống.
Một số nguyên tố cấu trúc cũng có thể được sử dụng để tạo ra năng lượng bên trong,và trong cả hai trường hợp, nó được đo bằng jun hoặc Kcal (thường được gọi là "Calo" và được viết bằng chữ 'C' viết hoa để phân biệt chúng với lượng calo 'c' nhỏ). Carbohydrat và protein cung cấp khoảng 17 kJ (4 kcal) năng lượng mỗi gram, trong khi chất béo cung cấp 37 kJ (9 kcal) mỗi gam, mặc dù năng lượng ròng từ một trong hai phụ thuộc vào các yếu tố như sự hấp thụ và nỗ lực tiêu hóa, những yếu tố này thay đổi đáng kể tùy theo từng trường hợp.
Vitamin, khoáng chất, chất xơ và nước không cung cấp năng lượng nhưng lại cần thiết vì những lý do khác. Loại chất dinh dưỡng thứ ba, chất xơ (tức là chất dinh dưỡng không tiêu hóa được như cellulose), dường như cũng cần thiết, vì cả lý do cơ học và sinh hóa, mặc dù lý do chính xác vẫn chưa rõ ràng.
Đối với mọi lứa tuổi, trung bình nam giới cần tiêu thụ lượng chất dinh dưỡng đa lượng cao hơn nữ giới. Nói chung, lượng tiêu thụ tăng dần theo độ tuổi cho đến thập kỷ thứ hai hoặc thứ ba của cuộc đời.
Một số chất dinh dưỡng có thể được lưu trữ - các vitamin tan trong chất béo - trong khi những chất khác được yêu cầu ít nhiều liên tục. Sức khỏe kém có thể là do thiếu các chất dinh dưỡng cần thiết, hoặc đối với một số vitamin và khoáng chất, có quá nhiều chất dinh dưỡng cần thiết. Các chất dinh dưỡng thiết yếu cơ thể không thể tự tổng hợp được mà phải lấy từ thực phẩm.
Các phân tử cacbohydrat và chất béo bao gồm các nguyên tử carbon, hydro và oxy. Carbohydrat bao gồm từ monosacarit đơn giản (glucose, fructose, galactose) đến polysacarit phức tạp (tinh bột). Chất béo là chất béo trung tính, được tạo thành từ các loại axit béo monomer liên kết với xương sống glyxêrin. Glyxêrin là xương sống ba carbon của chất béo trung tính, trong khi axit béo là chuỗi phân tử carbon dài hơn gắn vào xương sống glycerol. "Glyxerit" trong từ "triglyceride" dùng để chỉ xương sống Glyxêrin này, trong khi "tri" dùng để chỉ thực tế là có ba axit béo được gắn vào.
Một số axit béo, nhưng không phải tất cả, đều cần thiết trong chế độ ăn uống: chúng không thể được tổng hợp trong cơ thể. Các phân tử protein chứa các nguyên tử nitơ ngoài carbon, oxy và hydro.  Thành phần cơ bản của protein là các axit amin chứa nitơ, một số trong đó rất cần thiết theo nghĩa là con người không thể tự tạo ra chúng từ bên trong.
Một số axit amin có thể chuyển hóa (tiêu hao năng lượng) thành glucose và có thể được sử dụng để tạo ra năng lượng giống như glucose thông thường, trong một quá trình có tên gọi gluconeogenesis.
Bằng cách phân hủy protein hiện có, một số glucose có thể được sản sinh từ bên trong; các axit amin còn lại bị loại bỏ, chủ yếu dưới dạng urê trong nước tiểu. Điều này xảy ra một cách tự nhiên khi tình trạng teo cơ diễn ra hoặc trong thời kỳ đói.
Theo cách nói của nhà sinh học phân tử Marion Nestle, danh sách các chất dinh dưỡng mà mọi người cần là "gần như chắc chắn không đầy đủ".

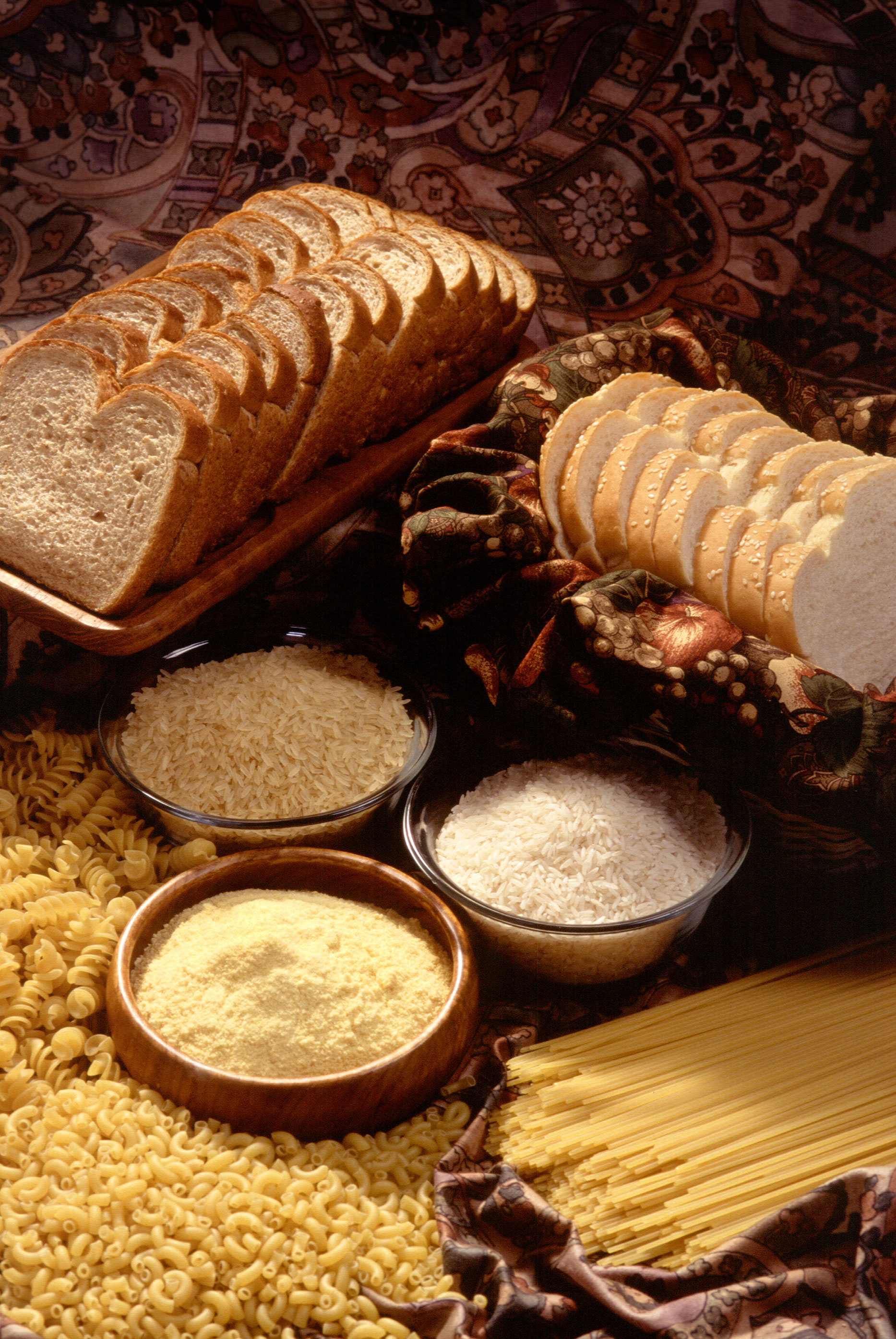
Các sản phẩm ngũ cốc: nguồn cung cấp carbohydrat (hai dạng đơn và phức) phong phú

### Cacbohydrat
Carbohydrate có thể được phân loại thành monosaccharides, disacarit hoặc Polysaccarit (đường đa) tùy thuộc vào số lượng đơn vị monomer (đường) trong đó. Chúng là một nhóm các chất đa dạng, có nhiều đặc tính hóa, lý, sinh. Chúng chiếm phần lớn trong các loại thực phẩm như gạo, mì sợi, bánh mì và các sản phẩm làm từ ngũ cốc khác, nhưng chúng không phải là chất dinh dưỡng thiết yếu, có nghĩa là con người không cần phải ăn carbohydrat.
Monosacarit chứa một đơn vị đường, hai disacarit và polysacarit ba hoặc nhiều hơn. Monosacarit bao gồm glucose, fructose và galactose. Disaccharides bao gồm sucrose, lactose và maltose; Ví dụ, sucrose tinh khiết được sử dụng làm đường ăn. Polysacarit gồm tinh bột và glycogen, thường được gọi là carbohydrat 'phức tạp' vì chúng thường là chuỗi đơn vị đường dài có nhiều nhánh.
Theo truyền thống, người ta tin rằng carbohydrat đơn được hấp thụ nhanh chóng và do đó làm tăng mức đường huyết nhanh hơn carbohydrat phức. Điều này là không chính xác. Một số carbohydrat đơn giản (ví dụ: fructose) tuân theo các con đường trao đổi chất khác nhau (ví dụ: phân hủy fructo) dẫn đến quá trình dị hóa một phần thành glucose, trong khi về bản chất, nhiều carbohydrat phức tạp có thể được tiêu hóa với tốc độ tương tự như carbohydrat đơn giản. Tổ chức Y tế Thế giới khuyến cáo rằng lượng đường bổ sung không nên chiếm quá 10% tổng năng lượng nạp vào.
Chất dinh dưỡng carbohydrat thực vật phổ biến nhất  –  tinh bột  –  có mức độ hấp thụ khác nhau. Tinh bột được chia thành tinh bột hấp thụ nhanh, tinh bột hấp thụ chậm và tinh bột kháng. Tinh bột trong thực vật có khả năng chống lại quá trình tiêu hóa (tinh bột kháng), nhưng cách làm chín tinh bột trong nước có thể phá vỡ hạt tinh bột và giải phóng chuỗi glucose, khiến chúng dễ tiêu hóa hơn bởi các enzyme trong hệ tiêu hóa của con người.
Trong lịch sử, thức ăn ít được chế biến hơn và tinh bột nằm trong ma trận thực phẩm (tiếng Anh: food matrix), gây ra tình trạng khó tiêu hóa hơn. Ma trận thực phẩm không chỉ đề cập đến các thành phần hóa học và vật lý của thực phẩm mà còn đề cập đến mối quan hệ phân tử của chúng ảnh hưởng đến cách thức ăn được tiêu hóa và chuyển hóa.
Quá trình chế biến thực phẩm hiện đại đã chuyển mức tiêu thụ carbohydrat từ tinh bột khó tiêu hóa và kháng tinh bột sang tinh bột tiêu hóa nhanh hơn nhiều. Ví dụ, hàm lượng tinh bột kháng tiêu trong chế độ ăn truyền thống của người châu Phi là 38 gam/ngày. Lượng tiêu thụ tinh bột kháng tiêu từ các quốc gia có lượng tiêu thụ tinh bột cao ước tính khoảng 30-40 gam/ngày. Ngược lại, mức tiêu thụ tinh bột kháng trung bình ở Hoa Kỳ được ước tính là 4,9 gram/ngày (dao động 2,8-7,9 gram tinh bột kháng/ngày).